# مداکتیک، نیوبرانزویک
مداکتیک، نیوبرانزویک (به انگلیسی: Meductic, New Brunswick) یک منطقهٔ مسکونی در کانادا است که در نیوبرانزویک واقع شده‌است.